# Mirlan Murzaev
Mirlan Murzaev (tiếng Nga: Мирлан Мурзаев; sinh ngày 29 tháng 3 năm 1990 ở Kochkor-Ata) là một cầu thủ bóng đá người Kyrgyzstan thi đấu ở vị trí tiền đạo cắm hoặc tiền đạo cánh cho câu lạc bộ Hà Nội tại Giải bóng đá Vô địch Quốc gia Việt Nam và đội tuyển bóng đá quốc gia Kyrgyzstan.

## Thống kê sự nghiệp

### Quốc tế
| Đội tuyển quốc gia Kyrgyzstan | Đội tuyển quốc gia Kyrgyzstan | Đội tuyển quốc gia Kyrgyzstan |
| Năm                           | Số trận                       | Bàn thắng                     |
| ----------------------------- | ----------------------------- | ----------------------------- |
| 2009                          | 6                             | 4                             |
| 2010                          | 0                             | 0                             |
| 2011                          | 2                             | 0                             |
| 2012                          | 0                             | 0                             |
| 2013                          | 6                             | 0                             |
| 2014                          | 1                             | 0                             |
| 2015                          | 6                             | 0                             |
| 2016                          | 4                             | 1                             |
| 2017                          | 4                             | 1                             |
| 2017                          | 7                             | 2                             |
| 2018                          | 1                             | 0                             |
| 2019                          | 8                             | 2                             |
| 2021                          | 4                             | 4                             |
| Tổng cộng                     | 49                            | 14                            |

Thống kê chính xác tính đến trận đấu diễn ra ngày 15 tháng 6 năm 2021

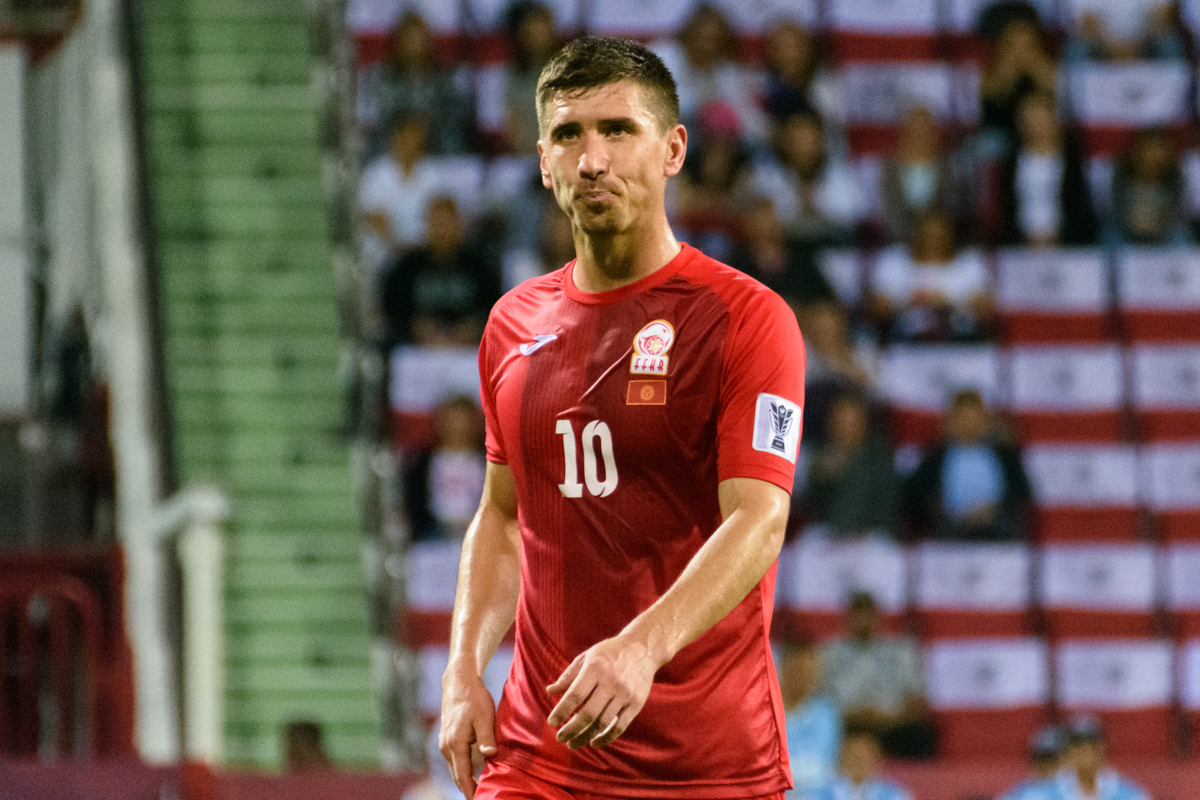
Mirlan Murzaev tại Asian Cup 2019

### Bàn thắng quốc tế
Bàn thắng và kết quả của Kyrgyzstan được để trước.
| #   | Ngày                 | Địa điểm                                              | Đối thủ    | Tỉ số | Kết quả | Giải đấu                         |
| --- | -------------------- | ----------------------------------------------------- | ---------- | ----- | ------- | -------------------------------- |
| 1.  | 28 tháng 3 năm 2009  | Sân vận động Dasarath Rangasala, Kathmandu, Nepal     | Nepal      | 1–1   | 1–1     | Vòng loại AFC Challenge Cup 2010 |
| 2.  | 30 tháng 3 năm 2009  | Sân vận động Dasarath Rangasala, Kathmandu, Nepal     | Palestine  | 1–0   | 1–1     | Vòng loại AFC Challenge Cup 2010 |
| 3.  | 23 tháng 8 năm 2009  | Sân vận động Ambedkar, New Delhi, Ấn Độ               | Ấn Độ      | 1–2   | 1–2     | Cúp Nehru 2009                   |
| 4.  | 28 tháng 8 năm 2009  | Sân vận động Ambedkar, New Delhi, Ấn Độ               | Sri Lanka  | 3–1   | 4–1     | Cúp Nehru 2009                   |
| 5.  | 30 tháng 8 năm 2016  | Sân vận động Dolen Omurzakov, Bishkek, Kyrgyzstan     | Kazakhstan | 2–0   | 2–0     | Giao hữu                         |
| 6.  | 14 tháng 11 năm 2017 | Sân vận động Campo Desportivo, Đãng Tể, Ma Cao        | Ma Cao     | 4–2   | 4–3     | Vòng loại Asian Cup 2019         |
| 7.  | 27 tháng 3 năm 2018  | Sân vận động Dolen Omurzakov, Bishkek, Kyrgyzstan     | Ấn Độ      | 2–0   | 2–1     | Vòng loại Asian Cup 2019         |
| 8.  | 6 tháng 9 năm 2018   | Sân vận động Dolen Omurzakov, Bishkek, Kyrgyzstan     | Palestine  | 1–0   | 1–1     | Giao hữu                         |
| 9.  | 21 tháng 1 năm 2019  | Sân vận động Thành phố Thể thao Zayed, Abu Dhabi, UAE | UAE        | 1–1   | 2–3     | Asian Cup 2019                   |
| 10. | 15 tháng 10 năm 2019 | Trung tâm bóng đá MFF, Ulaanbaatar, Mông Cổ           | Mông Cổ    | 2–0   | 2–1     | Vòng loại World Cup 2022         |
| 11. | 11 tháng 6 năm 2021  | Sân vận động Yanmar Nagai, Osaka, Nhật Bản            | Myanmar    | 5–0   | 8–1     | Vòng loại World Cup 2022         |
| 12. | 11 tháng 6 năm 2021  | Sân vận động Yanmar Nagai, Osaka, Nhật Bản            | Myanmar    | 6–0   | 8–1     | Vòng loại World Cup 2022         |
| 13. | 11 tháng 6 năm 2021  | Sân vận động Yanmar Nagai, Osaka, Nhật Bản            | Myanmar    | 8–1   | 8–1     | Vòng loại World Cup 2022         |
| 14. | 15 tháng 6 năm 2021  | Sân vận động Panasonic Suita, Suita, Nhật Bản         | Nhật Bản   | 1–3   | 1–5     | Vòng loại World Cup 2022         |
| 15. | 25 tháng 3 năm 2022  | Sân vận động Markaziy, Namangan, Uzbekistan           | Uzbekistan | 1–0   | 1–3     | Navruz Cup                       |

## Danh hiệu
Dordoi Bishkek
- Kyrgyzstan League (3): 2007, 2008, 2009
- Cúp Chủ tịch AFC (1): 2007